# Sary Moghol
Pour les articles homonymes, voir Sary et Moghol.
Sary Moghol est une petite ville du Kirghizistan dans le massif de l'Alay. Il offre une vue magnifique sur le pic Lénine. Les terrains de cette ville ont été loués au Tadjikistan jusqu'en 2001.